# Wydział Teologiczny Uniwersytetu Mikołaja Kopernika w Toruniu
Wydział Teologiczny Uniwersytetu Mikołaja Kopernika w Toruniu – jeden z 16 wydziałów Uniwersytetu Mikołaja Kopernika w Toruniu. Mieści się przy ul. Gagarina 37.

## Historia
Starania o utworzenie Wydziału Teologicznego na Uniwersytecie Mikołaja Kopernika w Toruniu miały miejsce już od chwili powołania uczelni w sierpniu 1945 roku, a ich inicjatorami byli: pierwszy rektor prof. Ludwik Kolankowski oraz ks. prof. Antoni Pawłowski, który przed wybuchem II wojny światowej pracował na Wydziale Teologicznym Uniwersytetu Stefana Batorego w Wilnie. Jednak na skutek sytuacji politycznej w Polsce, jaka miała miejsce po 1945 roku do powołania wydziału nie doszło. Po 1989 roku władze Uniwersytetu wróciły do idei jego utworzenia. W 1996 roku utworzono na Uniwersytecie w Instytucie Pedagogiki specjalizację w zakresie pedagogiki chrześcijańskiej, a później także powołano do życia Zakład Edukacji Chrześcijańskiej. 19 grudnia 2000 roku Senat uczelni podjął decyzję o utworzeniu Wydziału Teologicznego, a głównym inicjatorem jego powołania był ówczesny biskup toruński Andrzej Suski. Pierwsza inauguracja na Wydziale miała miejsce 1 września 2001 roku, a działalność naukową rozpoczął on 1 stycznia 2001 roku. Jego pierwszym dziekanem został ks. prof. dr hab. Jerzy Bagrowicz. W 2002 roku Centralna Komisja do Spraw Tytułów Naukowych i Stopni Naukowych przyznała Wydziałowi uprawnienia do nadawania stopnia naukowego doktora nauk teologicznych, a w 2011 roku otrzymał on także uprawnienia do nadawania stopnia naukowego doktora habilitowanego tychże nauk.

## Kierunki kształcenia

### Jednolite stacjonarne studia magisterskie
- Teologia:
  - spec. kapłańska
  - spec. katechetyczno-pastoralna
  - ogólna (z językiem hiszpańskim albo włoskim)

### Studia stacjonarne I stopnia
- Nauki o rodzinie

### Studia stacjonarne II stopnia
- Nauki o rodzinie

### Studia podyplomowe
- Studium teologii
- Studia w zakresie zastosowania technologii informacyjnej i komunikacyjnej w szkolnym nauczaniu religii
- Studia z bioetyki

### Studia doktoranckie
- teologia (zaoczne od 2012/13, dzienne 2013/14)

## Struktura organizacyjna
| Jednostka                          | Kierownik                        |
| ---------------------------------- | -------------------------------- |
| Katedra Teologii Historycznej      | ks. prof. dr hab. Wojciech Pikor |
| Katedra Teologii Systematycznej    | ks. prof. dr hab. Zbigniew Wanat |
| Katedra Teologii Praktycznej       | ks. dr hab. Daniel Brzeziński    |
| Katedra Filozofii Chrześcijańskiej | ks. prof. dr hab. Piotr Roszak   |
|                                    |                                  |

## Biblioteka
Biblioteka Wydziału Teologicznego została zapoczątkowana w październiku 2003 roku. Przez pierwsze 2 lata nie była dostępna dla czytelników, a od 1 października 2005 roku zaczęła udostępniać zbiory na zewnątrz, także drogą elektroniczną.
Podstawowe źródło nabywania książek i czasopism stanowi zakup, uzupełniany o dary, zarówno osób prywatnych, jak i instytucji.
W 2014 roku księgozbiór obejmował ponad 15 tys. woluminów książek oraz 1605 woluminów czasopism, prenumeruje 75 tytułów czasopism krajowych i 59 zagranicznych. Większość zbiorów jest już opracowana i dostępna w katalogu internetowym HORIZON.
Jest biblioteką specjalistyczną, stanowiącą część sieci biblioteczno-informacyjnej UMK. Gromadzi wydawnictwa z zakresu teologii, a także nauk wspomagających – filozofii oraz w mniejszym stopniu z pedagogiki i psychologii.

## Władze Wydziału
Kadencja 2024–2028:
- Dziekan, Przewodniczący Rady Dyscypliny Nauki Teologiczne – ks. prof. dr hab. Dariusz Kotecki[7]
- Prodziekan ds. nauki – ks. dr hab. Zbigniew Zarembski, prof. UMK
- Prodziekan ds. promocji i rozwoju – ks. dr hab. Dariusz Iwański, prof. UMK[7]
- Prodziekan ds. studenckich i kształcenia – ks. dr Sławomir Tykarski[7]

## Organizacje
- Chór Wydziału Teologicznego Uniwersytetu Mikołaja Kopernika w Toruniu „Tibi Domine” (ks. dr Mariusz Klimek),
- Zespół Kameralny „Portamus Gaudium” (prowadzący – dr Agnieszka Brzezińska),
- Duszpasterstwo Akademickie Wydziału Teologicznego „Źródło” (kapelan – ks. dr  Dawid Wasilewski)[8],
- Akademickie Koło Miłośników Starożytnego Biblijnego Izraela (opiekun - ks. dr hab. Dariusz Iwański, prof. UMK)
- Samorząd Studencki (Wydziałowa Rada Samorządu Studenckiego),
- Kujawsko-Pomorskie Bractwo św. Jakuba w Toruniu,
- Bractwo Toruńskich Belenistów.

## Współpracujące seminaria duchowne
- Gdańskie Seminarium Duchowne
- Wyższe Seminarium Duchowne w Pelplinie
- Wyższe Seminarium Duchowne Diecezji Toruńskiej
- Wyższe Seminarium Duchowne we Włocławku

## Wydziały partnerskie
- Wydział Teologii Uniwersytetu Navarra w Pampelunie
- Wydział Teologii Uniwersytetu w Salamance
- Wydział Teologii Uniwersytetu w Würzburgu
- Wydział Teologii Uniwersytetu w Kownie
- Wydział Teologiczny w Koszycach Uniwersytetu Katolickiego w Rużomberku
- Wydział Teologiczny Uniwersytetu Maltańskiego
- Wydział Teologiczny Uniwersytetu w Salamance
- Wydział Humanistyczny Uniwersytetu w Turku (gł. Katedra Studiów nad Religią)
- Wydział Teologiczny Uniwersytetu w Innsbrucku

## Ewaluacja
Wyniki ewaluacji działalności naukowej
| Lata      | Kategoria |
| --------- | --------- |
| 2017–2021 | A         |